# Municipio de New Albany (Indiana)
El municipio de New Albany (en inglés: New Albany Township) es un municipio ubicado en el condado de Floyd en el estado estadounidense de Indiana. En el año 2010 tenía una población de 49252 habitantes y una densidad poblacional de 488,26 personas por km².

## Geografía
El municipio de New Albany se encuentra ubicado en las coordenadas 38°18′46″N 85°49′47″O / 38.31278, -85.82972. Según la Oficina del Censo de los Estados Unidos, el municipio tiene una superficie total de 100.87 km², de la cual 99.6 km² corresponden a tierra firme y (1.26%) 1.27 km² es agua.

## Demografía
Según el censo de 2010, había 49252 personas residiendo en el municipio de New Albany. La densidad de población era de 488,26 hab./km². De los 49252 habitantes, el municipio de New Albany estaba compuesto por el 86.92% blancos, el 7.55% eran afroamericanos, el 0.24% eran amerindios, el 1.03% eran asiáticos, el 0.03% eran isleños del Pacífico, el 1.58% eran de otras razas y el 2.65% pertenecían a dos o más razas. Del total de la población el 3.43% eran hispanos o latinos de cualquier raza.